# GSC1855-373
GSC1855-373 — хімічно пекулярна зоря спектрального класу A0, що має видиму зоряну величину в смузі V приблизно  0,0.

## Пекулярний хімічний вміст
Зоряна атмосфера GSC1855-373 має підвищений вміст 
Si
.